# Ruislip Gardens (metrostation)
Ruislip Gardens is een station van de metro van Londen aan de Central Line. Het station dat in 1948 is geopend ligt in de plaats Ruislip.

## Geschiedenis
De Great Western en Great Central Joint Railway werd op 2 april 1906 geopend als zelfstandige route voor treinen naar de Midlands naast de sporen van de Metropolitan Railway. Hierdoor konden reizigerstreinen langs Ruislip rijden in plaats van gebruik te maken van de metrosporen langs Amersham en Aylesbury. Het spoorwegstation bij Ruislip Gardens werd pas op 9 juli 1934 geopend en deed dienst tot 21 juli 1958.
In 1933 werd het openbaar vervoer in Londen genationaliseerd in de London Passenger Transport Board, die met het New Works Programme 1935-40 kwam om knelpunten in het metronet aan te pakken en nieuwe woonwijken op de metro aan te sluiten. Onderdeel was een zijtak van de Central Line van North Acton naar Denham. De bouw van deze zijtak, die parallel aan bestaande spoorlijnen werd gelegd,  begon in 1936, als gevolg van de Tweede Wereldoorlog kwam het werk echter in 1939 tot staan. Na  de oorlog werd een rem gezet op de bouw steeds meer nieuwe woonwijken door de vorming van de Metropolitan Green Belt. Hierdoor werd de lijn afgebouwd tot West Ruislip, nog net binnen de Green Belt, en werden de stations tussen West Ruislip en Denham geschrapt. De metrodiensten bij Ruislip Gardens begonnen op 21 november 1948.

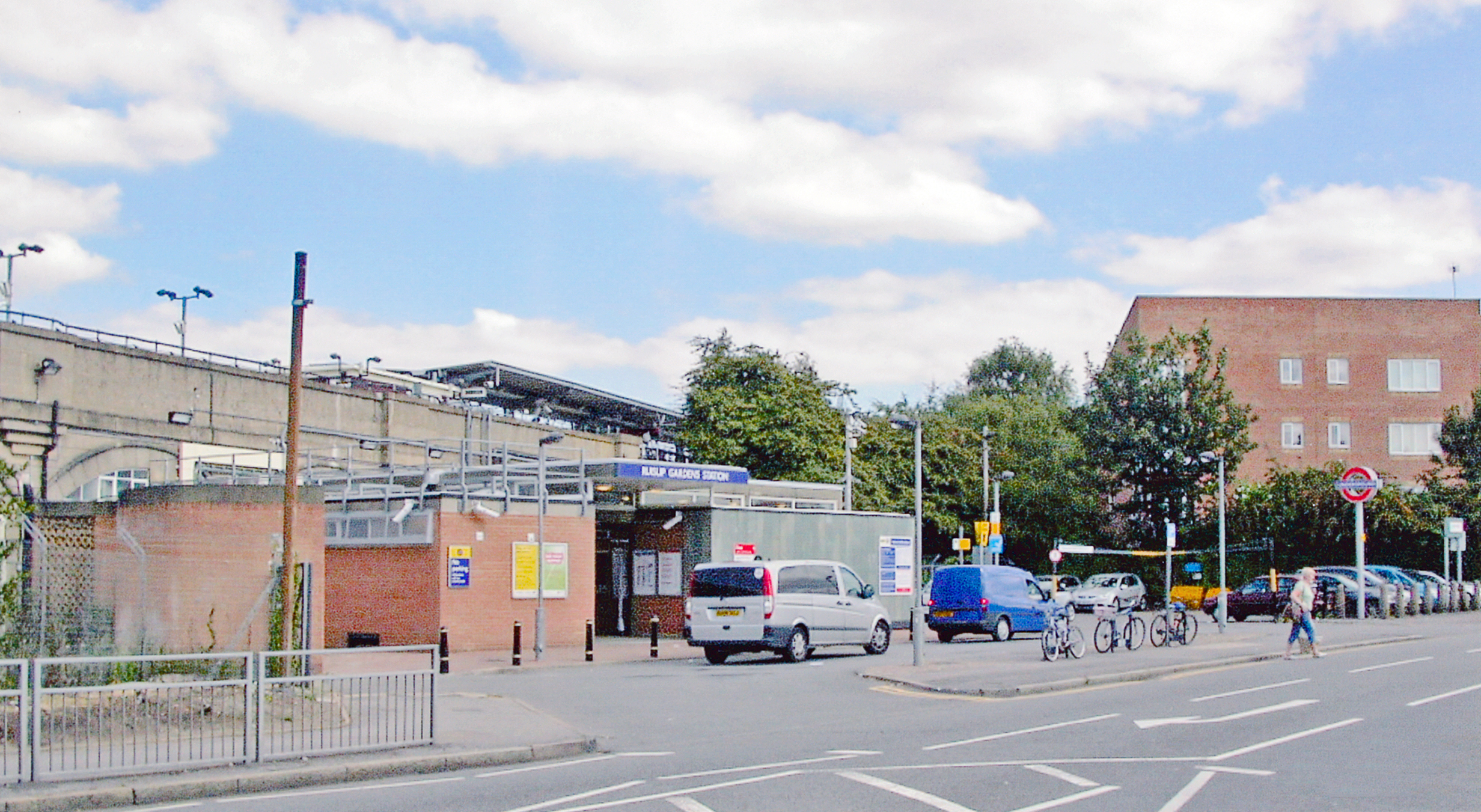
Het stationsgebouw in 2009.
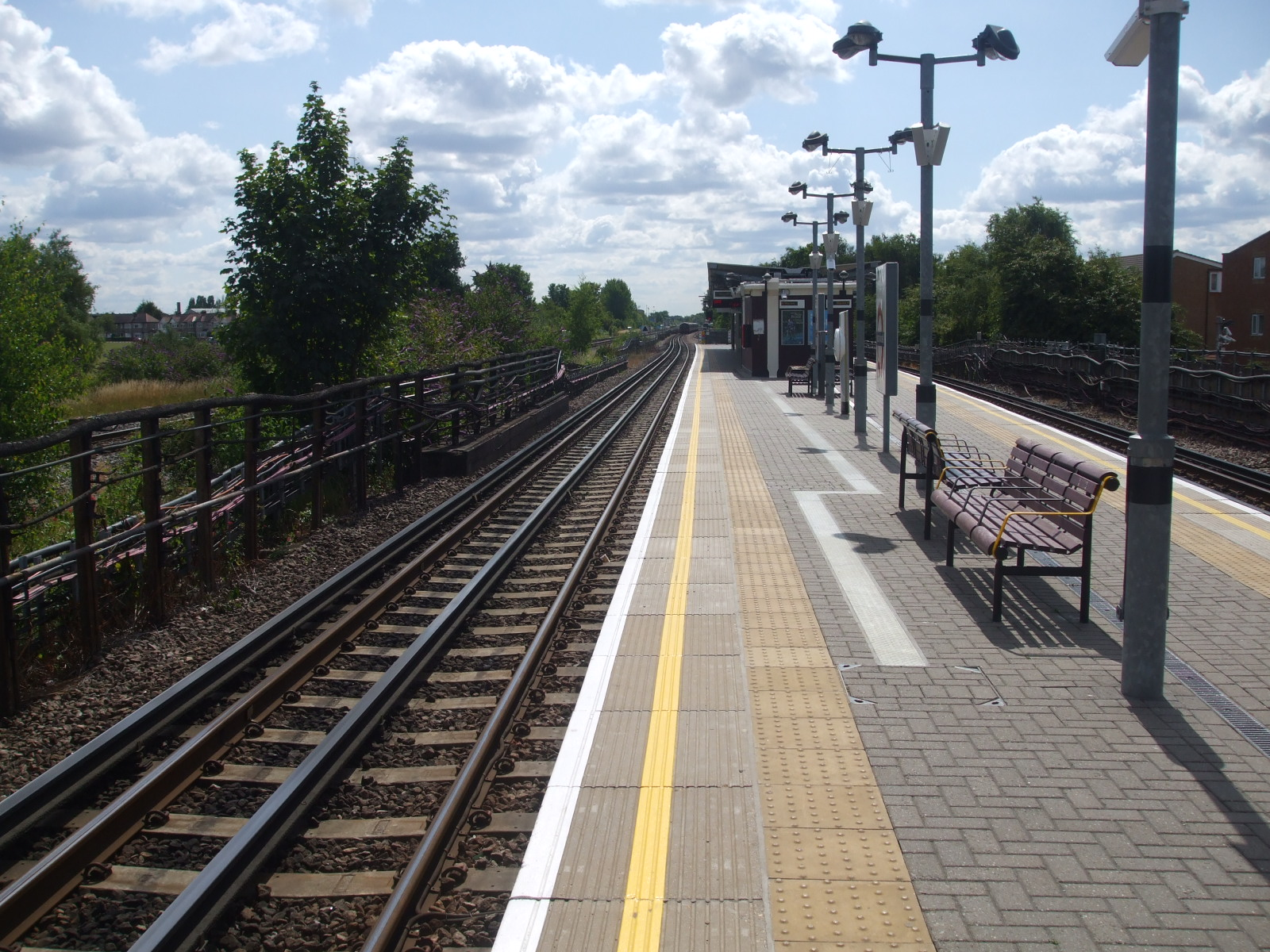
Een blik naar het oosten.
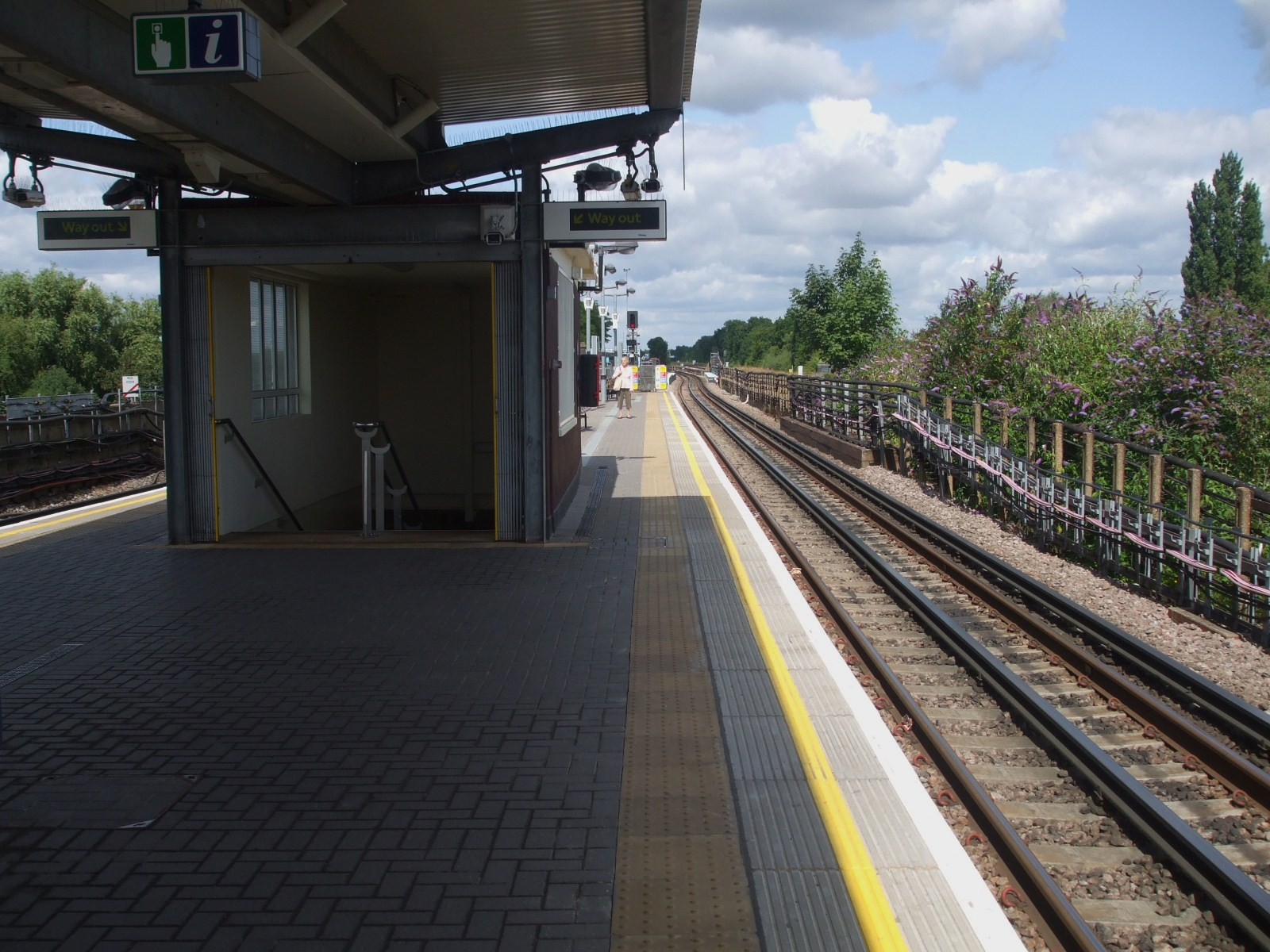
Een blik naar het westen.

## Ligging en inrichting
Het station ligt aan de oostkant van de Yeading Brook aan de West End Road. Het stationsgebouw ligt op straatniveau en is met vaste trappen verbonden met het eilandperron op de spoordijk. Aan de westkant van de Yeading Brook ligt een van de depots van de Central Line en sommige diensten beginnen of eindigen dan ook hier in plaats van West Ruislip. De metro's van en naar het depot gebruiken ten westen van het station de wissels naar het depot ten zuiden van de doorgaande sporen. Aan de westkant van het depot is een verbindingsboog naar de Metropolitan Line ten behoeve van materieeluitwisseling. Er zijn meerdere voorstellen gedaan om deze te gebruiken om de Central Line naar Uxbridge te laten rijden, maar deze zijn nooit uitgevoerd. Luchtmachtbasis RAF Northolt ligt tegenover het station aan de zuidkant van West End Road en ongeveer 1,5 kilometer ten zuiden van het station is het Pools oorlogsmonument te vinden.

## Trivia
- Dit station wordt genoemd in het gedicht "Middlesex" van John Betjeman, waarin een trein vrolijk ("gaily") het station binnenrijdt.[3]